# Marian Górski (komunista)
Marian Górski, ps. Łysy (ur. 22 sierpnia 1903 w Miętnem, zm. po lutym 1943 w Lublinie (obóz koncentracyjny na Majdanku)) – polski działacz komunistyczny.

## Życiorys
Syn Jana i Katarzyny, działacz Komunistycznego Związku Młodzieży Polski. Zorganizował pierwszą konferencję dzielnicową Komunistycznej Partii Polski w Mińsku Mazowieckim, w której uczestniczył Marceli Nowotko. Wybrano wówczas Komitet Dzielnicowy, na którego czele stanął Marian Górski. Agitował wśród robotników rolnych i chłopstwa, pod jego wpływem w powiecie mińskim rozszerzyła działalność Niezależna Partia Chłopska. Podczas drugiej konferencji dzielnicowej w lipcu 1926 ponownie został wybrany sekretarzem dzielnicowym, za aktywną działalność komunistyczną był dwukrotnie skazywany przez sąd okręgowy. W 1930 otrzymał wyrok dwóch lat więzienia, we wrześniu 1931 wyrok ten utrzymano w mocy. Opuścił zakład karny w 1933 i powrócił do działalności agitacyjnej, ponownie aresztowany w czerwcu 1934, w lipcu 1935 otrzymał wyrok 4 lat ciężkiego więzienia, który odbywał w Piotrkowie Trybunalskim. Opuścił więzienie w czerwcu 1936 na mocy amnestii, we wrześniu tego samego oku został członkiem Komitetu Dzielnicowego KPP, przez dwa miesiące był funkcjonariuszem Komitetu Okręgowego KPP. Ponownie aresztowany, w marcu 1937 został osadzony w Berezie Kartuskiej, gdzie przebywał do wybuchu II wojny światowej. W lutym 1943 został aresztowany przez gestapo i przetransportowany do obozu na Majdanku, gdzie zginął. 